# Katayama Tetsu

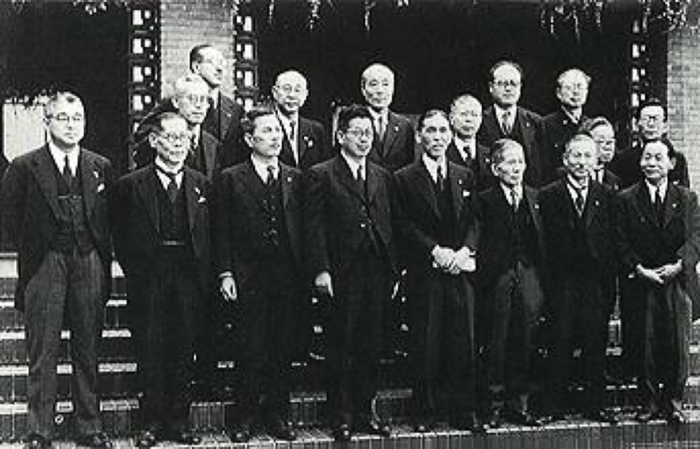
Nội các Katayama

Katayama Tetsu (片山 哲  28 tháng 7 năm 1887 – 30 tháng 5 năm 1978) là chính trị gia người Nhật và là thủ tướng Nhật Bản từ 24 tháng 5 năm 1947 đến 10 tháng 3 năm 1948. Ông mang sự khác biệt khi trở thành người theo xã hội chủ nghĩa đầu tiên làm thủ tướng Nhật Bản và là thủ tướng đầu tiên của Nhà nước Nhật Bản.